# Amblyosporium spongiosum
Amblyosporium spongiosum är en svampart som först beskrevs av Christiaan Hendrik Persoon, och fick sitt nu gällande namn av S. Hughes 1958. Amblyosporium spongiosum ingår i släktet Amblyosporium, divisionen sporsäcksvampar och riket svampar.   Inga underarter finns listade i Catalogue of Life.